# Pohřebiště

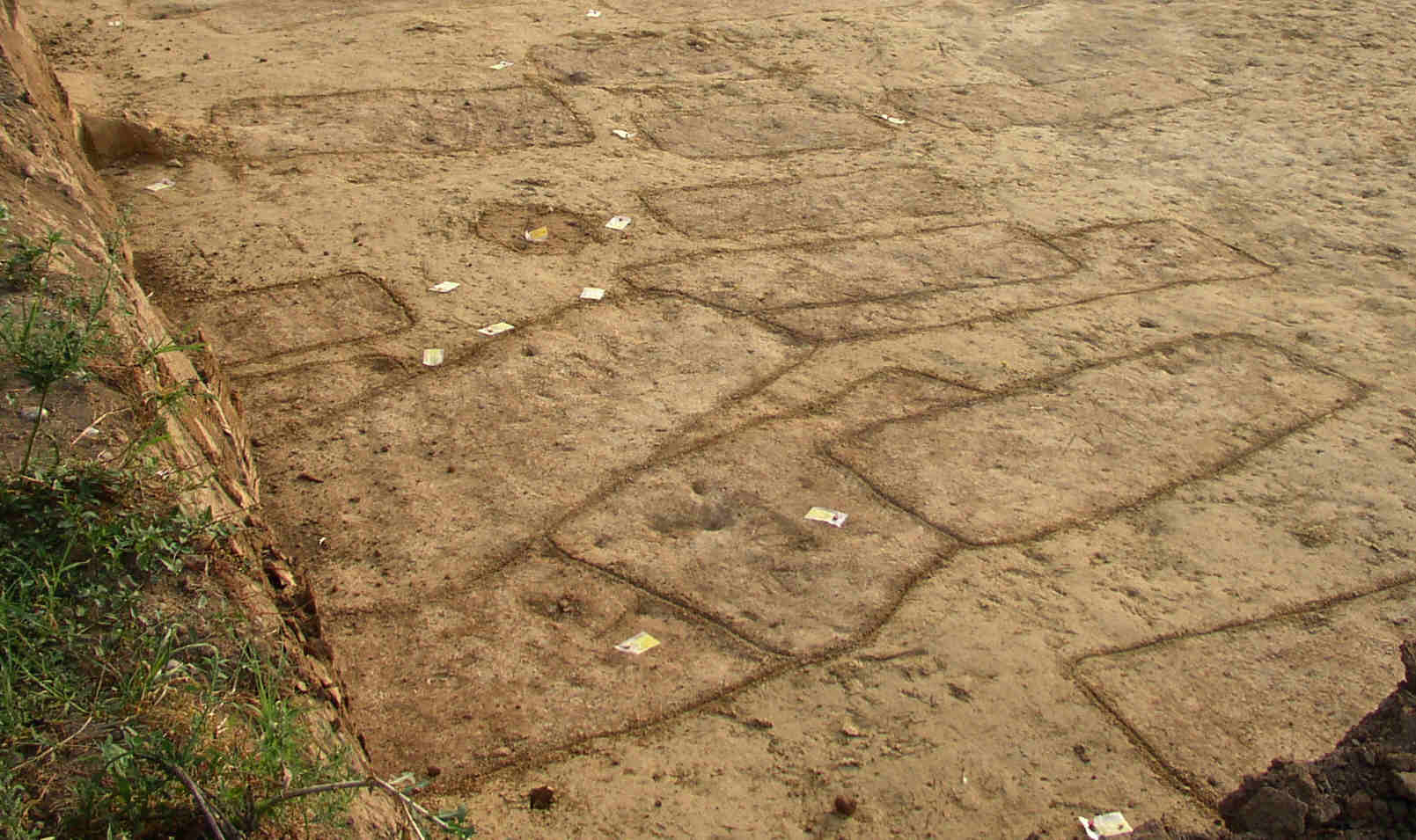
Pohřebiště před odkrytím Alemanských hrobů, Sasbach (Ortenau)

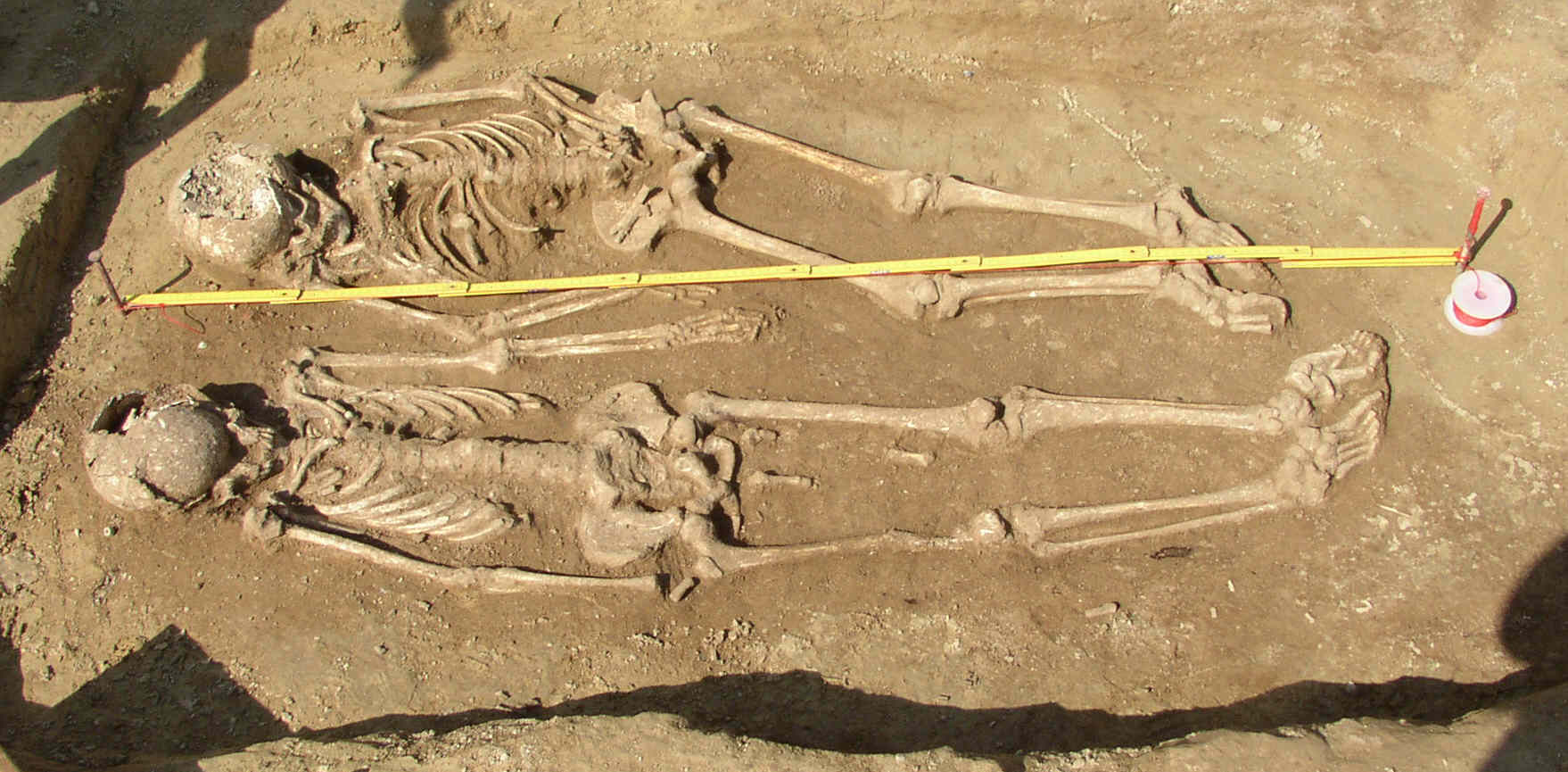
Výzkum pohřebiště – dvojitý hrob

Pohřebiště je pojem širokého významu. Může označovat neohraničené pohřební pole (německy: Gräberfeld, anglicky Grave field) v rovině či na návrší.  

## Charakteristika
Slovo pohřebiště nejčastěji označuje archeologické naleziště, kam byli v prehistorických a pozdějších dobách rituálně pohřbíváni lidé a jejichž hroby mohou obsahovat cenné archeologické nálezy - nádoby, šperky či milodary. Také může označovat čestné pohřebiště, například Pohřebiště českých panovníků, Pohřebiště československých legionářů ve Vladivostoku.
Specifické termíny: 
- Nekropole (ze starořeckých slov νεκρός mrtvých a πόλις město) označuje starověké až novověké ohraničené pohřebiště určité společenské skupiny nebo rodu, vytvořené a zaplňované podle rituálů. Může být rovinné, ve svahu, na návrší, v kostele či v kryptě. K nejznámějším nekropolím patří starověká Gíza v Egyptě. K nekropolím se řadí také z kamení a hlíny navršená mohyla a kurgan.
- Hřbitov je český termín pro středověké až novověké pohřebiště, etymologicky související s pohřebištěm, odvozený od základu pohřbít, pohrabat.[1] Unikátní je proto, že v evropských jazycích jej nahrazují termíny odvozené z latinského coemeterium (cemetery, cmentarz, ...).